# 阿富汗獨立日
阿富汗獨立日是阿富汗的國慶日，為紀念阿富汗於1919年8月19日簽署《英國-阿富汗條約》，放棄英國保護國的身份獨立而設立 。

## 背景
在第一次英國—阿富汗戰爭（1839-42年）期間，英軍曾一度佔領喀布爾，但隨後由於戰略失誤，英軍被阿克巴·汗指揮的阿軍於賈拉拉巴德附近殲滅。在這次失敗後，英印聯軍撤退，第一次英國-阿富汗戰爭結束。 
後來，第二次英國—阿富汗戰爭爆發（1878–80年），英國雖然在邁萬德戰役戰敗，但隨後在坎大哈戰役中取得勝利，使阿布杜爾·拉赫曼汗成為新埃米爾，英國與阿富汗關係漸趨友好。因此，英國獲得了阿富汗外交事務的控制權，條件是保護阿富汗，免受俄羅斯帝國和伊朗崇高國的威脅。 
儘管如此，在1919年的第三次英國—阿富汗戰爭後，英國最終於1921年放棄對阿富汗外交事務的控制。

## 紀念活動

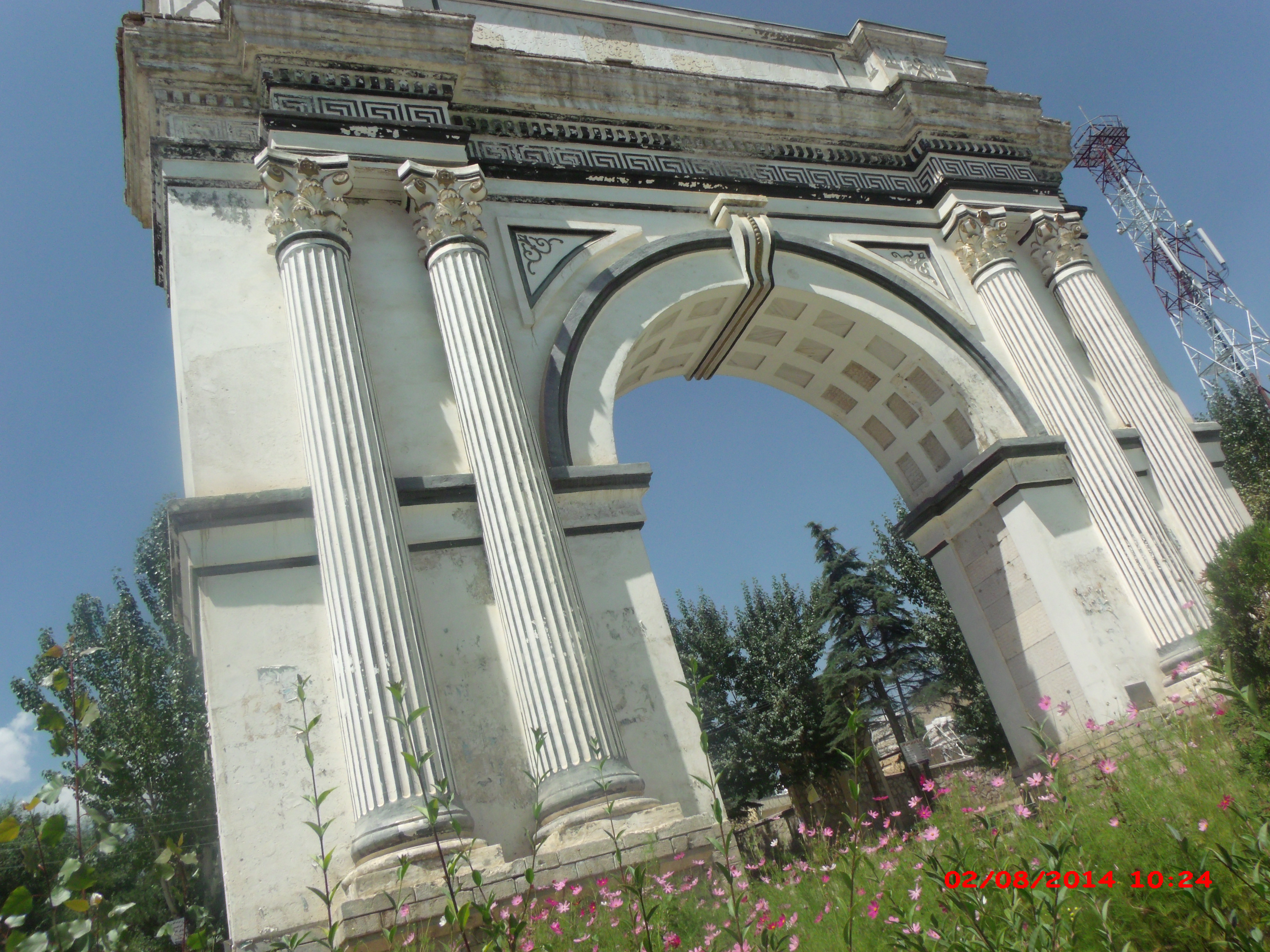
帕格曼勝利拱門，目的是紀念英阿戰爭

- 於帕格曼（英语：Paghman）建造Taq-e Zafar（勝利拱門），以紀念1928年獨立日。
- 在2019年百年獨立紀念日之際，一些國際地標懸掛了阿富汗三色旗，其中包括迪拜的世界最高建築哈利法塔。[6]
- 2021年8月15日，塔利班佔領喀布爾並恢復阿富汗伊斯蘭酋長國。[7]而在同年8月18日至19日，在賈拉拉巴德和其他城市仍有阿富汗獨立日集會，但隨後被塔利班驅逐並摘下阿富汗三色旗，造成三人死亡、十幾人受傷。[8][9]

## 圖集

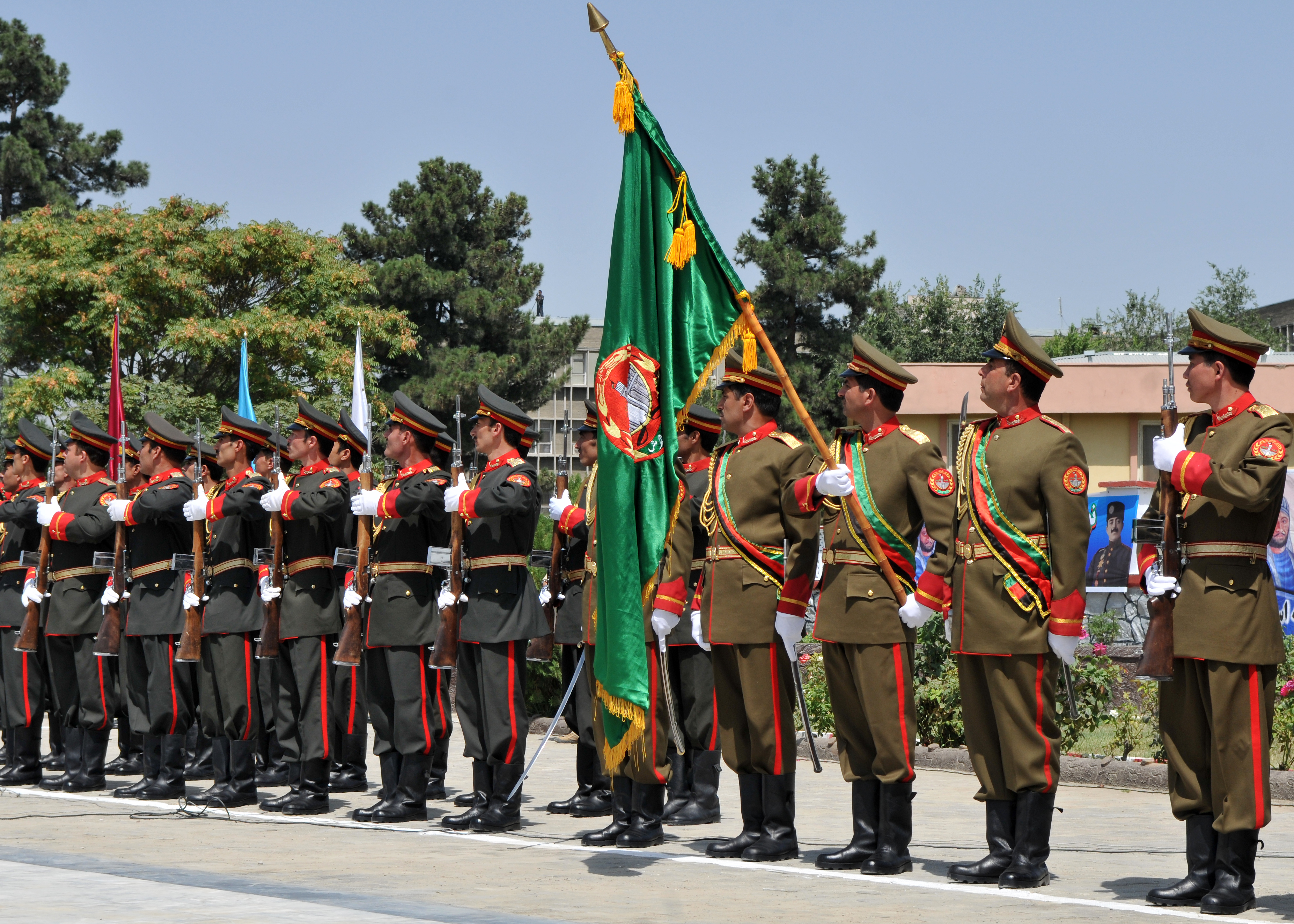
2011年阿富汗獨立日
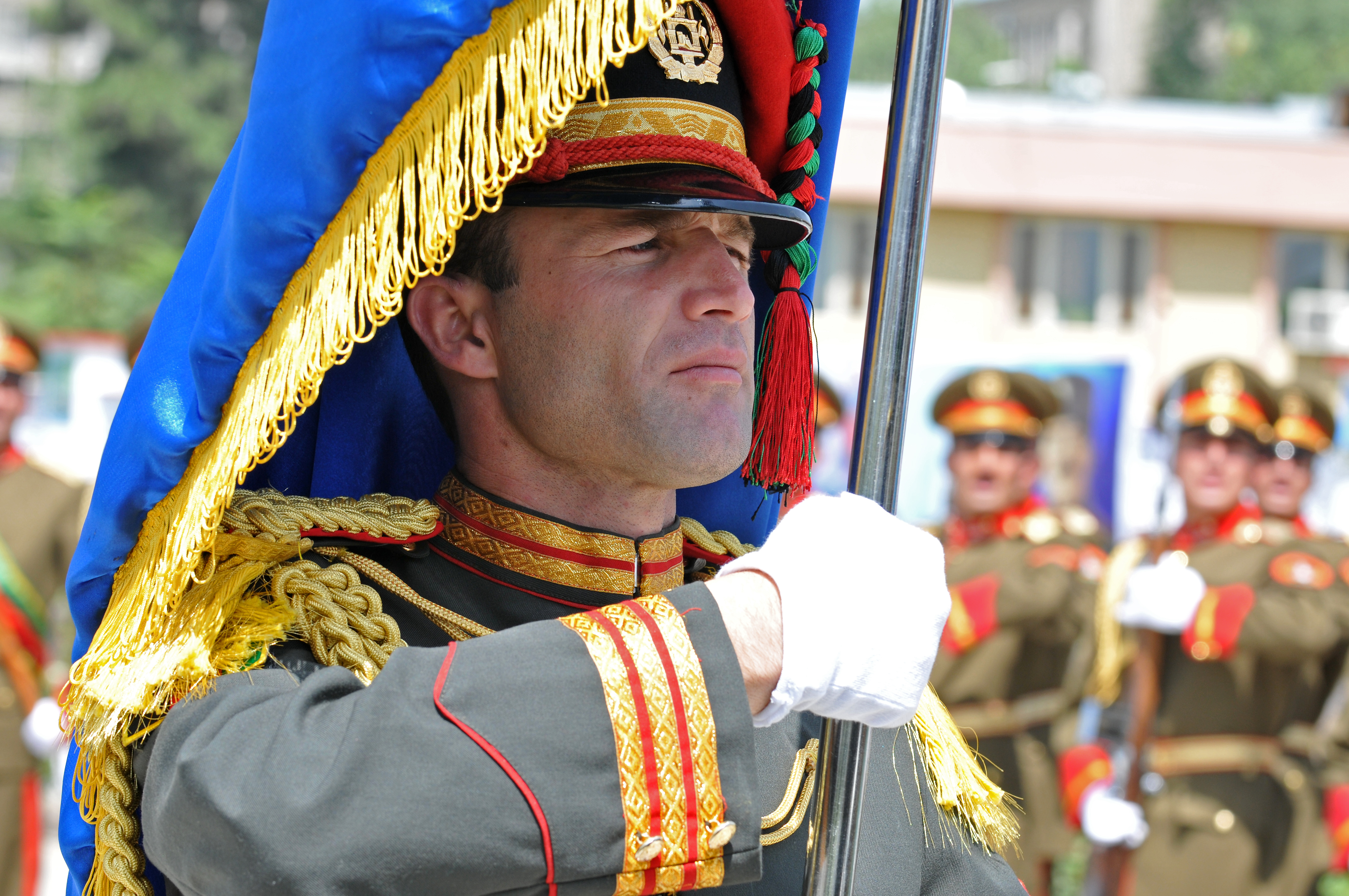
2011年阿富汗獨立日
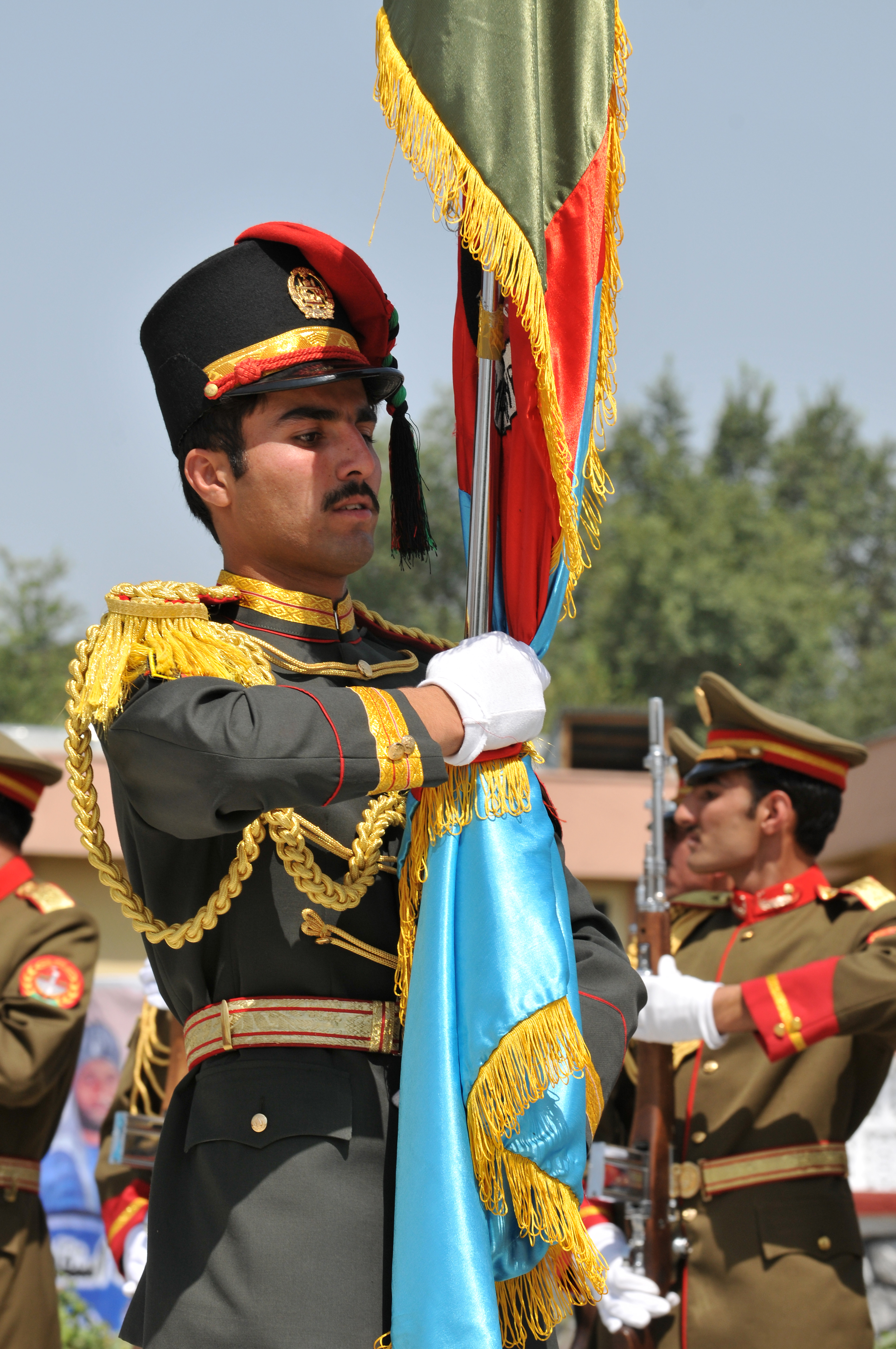
2011年阿富汗獨立日